# 堀田秀吾
堀田 秀吾（ほった しゅうご、1968年6月15日 - ）は、日本の言語学者（法言語学、心理言語学、コミュニケーション論、理論言語学）。明治大学教授。
国内外で、商標や裁判員裁判などの司法における言語使用・コミュニケーションを中心に、理論言語学、コーパス言語学、語用論、心理言語学などの言語学の諸分野および社会心理学、脳科学などの様々な学術分野の知見を融合し、多角的な研究を展開している。
また、昨今ではテレビ番組やラジオのコメンテーターのほか、芸能事務所の顧問なども務めるなどしてメディアへ多く出演をしている。そのほか、雑誌、WEBなどでも連載を持ち、ビジネス本・自己啓発書の執筆など研究以外の活動も積極的に行っている。

## 人物
楽器演奏、サーフィン、スノーボード、空手道等を趣味としている。学生時代にはバンド活動を行ったり、バイクに乗るために大型二輪免許を所持しているなど、インドア・アウトドア問わず、その趣味は多岐にわたる。
公式のホームページによれば、所有している楽器は、キーボード：ENSONIQ ASR10&TS10、ピアノ、エレキギター：ESP、Gibson, 他、クラシックギター：Masaji Nobe '67、ベース、電子ドラムセット：YAMAHA、などで、中でもギターのESPのHorizon IIIを好んで使っている。
その他の趣味はDTM、家庭菜園、フルコンタクト空手（大津道場）、ウエイト・トレーニング、加圧トレーニングなどがある。
持論は「あとでやろうは馬鹿野郎」「書けば官軍」「愛じゃ住宅ローンは払えない」「階段を上れば見える違う景色がある」。
明治大学では名物イケメン教授として知られている。
近年はビジネス書を中心とした作家業も積極的に行っており、2012年に著した『特定の人としかうまく付き合えないのは、結局、あなたの心が冷めているからだ』（クロスメディア・パブリッシング）は、16万部のベストセラーとなったほか、2015年からは2023年の海外研究の時期を除き、毎年のペースで書籍の出版化がされている。
顧問先の芸能事務所（スカイアイ・プロデュース）においては、学びのアイドル「まなドル」というユニットのプロデュースも行い、芸能・撮影機材周りに対しても一定の知見を持っている。また、まなドルが出演する動画形式の学習コンテンツ「まなドルが行く！」では、プロフェッサー・アロハという役どころで自身も出演を果たした。

## 学歴
1991年、東洋大学文学部英米文学科卒業。
1999年、シカゴ大学言語学部博士課程修了（Ph.D. in Linguistics、言語学博士）（ジェームズ・マコーレー(James D. McCawley) 教授、ジェロルド・セイダック（Jerrold M. Sadock）教授に師事）。
2000年、立命館大学法学部助教授、2003年、法学部および言語教育情報研究科助教授、2007年、同准教授。
2005年、ヨーク大学 (カナダ)オズグッドホール・ロースクール修士課程修了、2008年同博士課程単位取得退学。
2008年、明治大学法学部准教授。
2010年、明治大学法学部教授。

## 学外活動と学術学会
- 元・日本弁護士連合会裁判員制度実施本部外部学識委員
- 元・法と心理学会編集委員
- 元・マーベリック法律事務所顧問
- 元・日本語用論学会運営委員
- 法と言語学会理事
- 法と言語科学研究所代表
- 株式会社スカイアイ・プロデュース顧問
- International Language and Law Association 発起人

## 学会発表・講演等
1999年
- "A NEW APPROACH TO LIGHT VERB CONSTRUCTIONS: SYNTACTIC INCORPORATION VS. MORPHOLOGICAL INCORPORATION" 東京地区言語学サークル(TACL)、於、東京大学(1999年12月11日)

2000年
- 「日本語の軽動詞に関する考察：意味と形態」立命館大学国際言語文化研究所言語と文化研究会、於、立命館大学(2000年5月26日)

2001年
- 「裁判と言語」立命館大学国際言語文化研究所言語と文化研究会、於、立命館大学(2001年4月26日)

2003年
- 「裁判と言語」立命館大学土曜講座、於、立命館大学(2003年2月22日)

2004年
- 「言語理論の応用：　商標の言語学的分析」立命館大学国際言語文化研究所言語と文化研究会、於、立命館大学(2004年7月8日)

2006年
- 「商標と認知的負荷：実証的研究」立命館大学国際言語文化研究所言語と文化研究会、於、立命館大学(2006年2月2日)
- 「商標の言語学的分析」　知的財産法研究会、於、政策研究大学院大学(2006年7月13日)

2007年
- 「計量言語学的分析による模擬評議の現状分析」法と言語研究会　第1回研究会、於、立命館大学 (2007年9月21日)
- 「模擬評議に見られる制度的談話-発話の力の定量分析モデルによる分析」立命館大学国際言語文化研究所言語科学研究会　第6回研究会、於、立命館大学 (2007年11月3日)
- 「評議を考える！模擬評議の計量言語学的分析」  京都弁護士会、於、京都弁護士会館 (2007年11月7日)

2008年
- 「ことばから見た裁判官と裁判員の不均衡」静岡大学法科大学院講演会『裁判員制度における裁判官と裁判員のコミュニケーション』　於、ペガサート7階大会議室 (2008年1月17日)
- 「英語と日本語の違い」 第2844回　『立命館大学土曜講座』　於、立命館大学(2008年2月23日)
- 「計量言語学から見た裁判官と裁判員のコミュニケーション」　日本通訳学会コミュニティー通訳分科会　於、名古屋国際センター (2008年3月29日)
- 「模擬評議に見られる裁判官と裁判員のコミュニケーションの定量的分析」法と言語研究会　第4回研究会、於、明治大学 (2008年6月28日)
- 日本弁護士連合会第23回司法シンポジウム・プレシンポジウム「評議室は怖くない？」日本弁護士連合会・大阪弁護士会、於、大阪弁護士会館(2008年7月5日)
- 第23回司法シンポジウム「カウントダウン！みんなで築こう裁判員制度」シンポジウムⅡ「理想的な評議のあり方を考える」(パネリスト)日本弁護士連合会、於、弁護士会館 (2008年11月7日)
- 「裁判官の影響的発話と裁判員の意見の推移」法と言語研究会　第5回研究会、於、金城学院大学 (2008年10月25日)

2009年
- 「評議における裁判官による言語行為」法と言語研究会　第6回研究会、於、早稲田大学 (2009年1月10日)
- 「評議の言語学分析」名古屋大学法と心理学研究会　於、名古屋大学 (2009年1月23日)
- 「言語分析の法のクレオール研究」  ＜法のクレオール＞と主体的法形成の研究研究会　於、北海道大学 (2009年2月6日)
- 「模擬評議に見られる裁判官と裁判員のコミュニケーション」札幌学院大学法学部創立２５周年記念企画『市民・法・裁判』　於、札幌エルプラザホール(2009年6月25日)
- 「ことばでめぐる裁判員裁判： 法廷言語のコーパス分析」  立命館大学言語教育情報研究科月例英語教育公開講座　於、立命館大学(2009年7月18日）

2010年
- 「法廷言語コーパス： 評議コーパスから見えてきたもの」 統計数理研究所共同利用プロジェクト報告会、於、統計数理研究所 (2010年3月2日）
- 「裁判と言語学」「裁判員裁判における言語使用と判断への影響の学融的研究（研究代表者・堀田秀吾）」公開シンポジウム 『法言語学の将来像－裁判員裁判における言語鑑定のあり方－』 於、明治大学(2010年6月13日）
- "Institutional Talk between Lay and Professional Judges : Where Corpus Linguistics, Pragmatics, Discourse Analysis, and Psychology meet" 立命館グローバル・イノベーション研究機構(R-GIRO)「『法と心理学』研究拠点の創成」 研究会 (with Masahiro Fujita）(2010 年7月12日)
- 「私たちと法」　ふるさと講演会、於、坂戸市立千代田中学校(2010年10月14日)

2011年
- 「司法コミュニケーションにおける伝達能力」　Roundtable on Communicative Competence、於、愛知大学(2011年2月20日)
- "Law in Our Daily Life." The Otaru University of Commerce 2011-2012 English Lecture Series, 於、小樽商科大学(2011年4月22日)
- 「情報的正義とテキストマイニング」 『情報的正義をめぐる１００のディスコ―ス,』 於、立命館大学(2011年6月11日)
- 「模擬評議と判決文の定量的分析例」 科学研究費基盤研究C「裁判員裁判における言語コミュニケーションの定量的分析と伝達モデルの構築」『KH Coderワークショップ』、於、明治大学　(2011年7月31日)
- 「コーパスから見た裁判員裁判」　科 学研究費助成金新学術領域研究研究課題提案型「裁判員裁判における言語使用と判断への影響の学融的研究」国際シンポジウム " Language in the Judicial Process: Its Implications for Lay Participation."(2011年9月18日)
- 「モテる言語学」　明大祭企画『明治一受けたい授業』　於、明治大学和泉キャンパス(2011年11月5日)

2012年
- 「「特定の人としかうまく付き合えないのは、結局、あなたの心が冷めているからだ」講演会」　於、明治大学和泉キャンパス(2012年6月18日)
- 「五百田達成さん＆堀田秀吾さんライブトーク」 super wakuwaku live talk　於、新宿紀伊国屋書店新宿南店(2012年9月6日)
- 「Happira Happira×Livedoor ここさめx恋愛・婚活 五百田達成&堀田秀吾ライブ」　super wakuwaku live talk　於、渋谷ヒカリエ(2012年12月10日)

2013年
- 「2012年ベストセラーここさめ交流会～心を温めてHAPPYな恋をしよう」　super wakuwaku live talk　於、表参道 algo(2013年1月12日)
- 「明大一受けたい授業「モテる言語学」の裏講義」　於、渋谷・大盛堂書店(2013年5月26日)
- "What Language Tells Us about Japan's Lay-judge System "　Seminar on Jury Systems in East Asia and the U.S., William s. Ricahrdson Sschool of Law(2013年7月19日)
- "Japan's mixed jury system and informational justice: approaches and their implications"　International Symposium on Informational Justice, William s. Ricahrdson Sschool of Law(2013年11月11日)

2014年
- 「法コンテクストの雑談」『雑談の美学を考えるラウンドテーブル』於、龍谷大学(2014年7月19日-7月20日)
- "Applying Linguistics to Trademark Disputes."　“New Developments in East Asian Commercial Law.” organized and sponsored by The International Section of the Hawaii State Bar Association and Institute of Asian-Pacific Business Law of William S. Richardson School of Law of University of Hawaii.(2014年7月29日)
- "Trademark Genericide and Psycholinguistics."　International “Law in the Mind/Minding the Law.”, A Symposium of Japanese Criminal Law and Law and Psychology in Japan, organized and sponsored by Pacific-Asia Legal Studies Organization, William S. Richardson School of Law of University of Hawaii, and Japan Society for the Promotion of Science, held at William S. Richardson School of Law, University of Hawaii.(2014年9月4日-9月5日)

2015年
- "Bridging Law and Linguistics." Second workshop on Japanese Linguistics “Exploring Japanese Linguistics.” organized and sponsored by East Asian Languages & Literatures of University of Hawaii and Japan Society for the Promotion of Science, held at University of Hawaii at Manoa.(2015年2月6日)
- "Toward Nullification of Hate Speech in Japan: An International and Interdisciplinary Dialogue."　A roundtable held at William S. Richardson School of Law, University of Hawaii.(2015年2月17日)

## 著書

### 単著

#### 2009年
- 『裁判とことばのチカラ―ことばでめぐる裁判員裁判』ひつじ書房(2009)

#### 2010年
- 『法コンテキストの言語理論』ひつじ書房(2010)

#### 2013年
- 『飲みの席には這ってでも行け!人づき合いが苦手な人のための「コミュ力」の身につけ方』青春出版社(2013)

#### 2014年
- 『なぜ、あの人の頼みは聞いてしまうのか?: 仕事に使える言語学』ちくま新書(2014)
- 『「言葉」を知れば、人間関係はうまくいく! 大戸四姉妹と覗いてみる言語学』イースト・プレス（電子書籍）(2014)
- 『なぜか好かれる人がやっている~ 絶妙な存在感の出し方』大和書房(2014)

#### 2015年
- 『人間関係の99%はことばで変わる! 』青春新書インテリジェンス(2015)

#### 2017年
- 『科学的に元気になる方法集めました』文響社(2017)

#### 2018年
- 『科学的に人間関係をよくする方法』角川新書 (2018)
- 『ことば通りすぎる男 深読みしすぎる女』大和書房(2018)
- 『もしも崖っぷちアイドルが心理学を学んだら』アスコム（単著、イラスト：梓川ななぎ, サイドランチ）(2018)

#### 2019年
- 『このことわざ、科学的に立証されているんです』主婦と生活社(2019)
- 『科学的に自分を変える39の方法』クロスメディア・パブリッシング (2019)

#### 2020年
- 『「勘違い」を科学的に使えば武器になる』秀和システム (2020)
- 『いじめのことばから子どもの心を守るレッスン』河出書房 (2020)
- 『最先端研究で導きだされた「考えすぎない」人の考え方』サンクチュアリ(2020)
- 『図解「ストレス解消」大全　科学的にイライラ・不安を消す方法１００集めました』ソフトバンククリエイティブ(2020)

#### 2021年
- 『絶対忘れない勉強法』アスコム(2021)
- 『どうしたらストレスフリーに生きられますか？』新星出版社(2021)
- 『科学的に正しい上機嫌の習慣 怒り・ストレス・不安を完全リセット!」PHP研究所(2021)

#### 2022年
- 『もう無理、と思ったらやってみて　~モヤモヤ・クヨクヨを手放す科学的に証明された方法~』小学館(2022)
- 『世界の科学研究から導き出した コミュニケーションの大誤解』大和書房(2022)
- 『世界最先端の研究が導き出した、「すぐやる」超習慣 ――ハーバード大学、スタンフォード大学、コロンビア大学などが実証！』クロスメディア・パブリッシング(2022)
- 『最新研究でわかった　”他人の目”を気にせず動ける人の考え方』秀和システム(2022)
- 『「不安」があなたを強くする 逆説のストレス対処法』発行：日刊現代,発売：講談社(2022)
- 『誰でもできるのにほとんどの人がやっていない 科学の力で元気になる38のコツ』アスコム(2022)
- 『24 TWENTY FOUR 今日１日に集中する力』アスコム(2022)

#### 2024年
- 『12歳から始める心が折れない技術』秀和システム(2024)
- 『世界の研究１０１から導いた 科学的に運気を上げる方法』飛鳥新社(2024)

#### 2025年
- 『戦略的タメ口　結局、コミュ力の高い人がすべてを手に入れる』WAVE出版(2025)
- 『決めることに疲れない　最新科学が教える「決断疲れ」をなくす習慣』 新潮社(2025)
- 『12歳から始める気にしない技術』 秀和システム(2025)
- 『ハーバード、ケンブリッジ、オックスフォード…科学的に証明された「すごい習慣」大百科』 SBクリエイティブ(2025)

### 共著・共編
- 「裁判と言語」 立命館大学法学部創立百周年記念論集『ことば、文化、思想』 39-63頁, 言語と文化研究会.(共著)(2001)
- 「多元的自己組織化と文法理論(試論)」 川上勉教授退職記念論集　『ことばとそのひろがり(2)』 295-313頁, 立命館大学法学会.　(共著)(2004)
- 「－中/－前/－後」の構造：教養知識としての文法と言語能力としての文法」山本岩夫教授退職記念論集『ことばとひろがり(3)』 201-214頁，立命館大学法学会.(共著)(2005)
- A Linguistic Exploration of Foreign Terms in Trademarks. In Y. Gendreau, ed., Intellectual Property: Bridging Aesthetics and Economics -- Propriete intellectuelle: Entre l'art et l'argent, 207-231, Montreal, Editions Themis.(共著)(2006)
- Morphosyntactic Structure of Japanese Trademarks and Their Distinctiveness:A New Model for Linguistic Analysis of Trademarks. In by B. Lewandowska-Tomaszczyk, T. Pludowski, D. Valencia Tanno, eds., Language and the Law: International Outlooks. The Lodz Studies in Language series, 379-392, Frankfurt am Main, Berlin, Bern, Bruxelles, New York, Oxford, Wien: Peter Lang Publishing Group.(共著)(2007)
- 『コーパースと英語教育の接点』　松柏社（共編）(2008)
- 「評議についての計量言語学的分析」岡田悦典・藤田政博・仲真紀子編『裁判員制度と法心理学』 160-173頁, ぎょうせい.(共著)(2009)
- Law in Japan, Law in the World. （Richard Powell, Syugo Hotta, Fathima Marikkar 共著）Tokyo: Asahi Press.(共著)(2011)
- 「商標」、 「法廷でのコミュニケーション」、「法言語学」　越智啓太・藤田政博・渡邉和美(共編)『法と心理学の事典』 朝倉書店.(2011)
- 『法と言語―法言語学へのいざない』 くろしお出版　（橋内武・堀田秀吾 共編著）(2012)
- The Psycholinguistic Basis of Distinctions in Trademark Law. In Peter Tiersma and Larry Solan, eds., The Oxford Handbook of Language and Law, Oxford, Oxford University Press.(2012)
- 『特定の人としかうまく付き合えないのは、結局、あなたの心が冷めているからだ』クロスメディア・パブリッシング（共著）（ ※2012年TSUTAYAビジネス書部門年間ランキング１位 ）(2012)
- 「司法コンテクストにおけるコミュニケーション能力」片岡邦好・池田佳子編　『コミュニケーション能力の諸相―変移・共創・身体化』ひつじ書房(2013)
- 『子猫と権力と×××　〜あなたの弱点を発表します』クロスメディア・パブリッシング（共著）(2013)
- 「商標―心理学の商標分析への応用と課題」藤田政博（編）、 『法と心理学』 第12章、法律文化社.(2013)
- 「司法コンテクストにおけるコミュニケーション能力」「導管メタファー」片岡邦好・池田佳子編　『コミュニケーション能力の諸相―変移・共創・身体化』(2013)
- 「司法の場における言語使用」澤田治美編、 『意味の社会性（ひつじ　現代の意味論講座-新しい意味研究の地平　第７巻）』 9章、ひつじ書房.(2015)
- 「法コンテクストの雑談」村田和代編『雑談の美学』3-21頁 ひつじ書房(2016)
- 「コーパスと法言語学」赤野一郎・堀正広編『英語コーパス研究シリーズ・コーパスと多様な関連領域』朝倉書店 103-125頁.(2017)
- 『科学的に証明された 心が強くなるストレッチ』アスコム(共著)(2020)
- 『科学的に自分を思い通りに動かす セルフコントロール大全 』ディスカヴァー・トゥエンティワン (共著)(2022)

### 監修
- 『ネイティブあたまで何でも言える英会話フレーズ辞典』新星出版(2010)
- 『ネイティブ日常英会話 リアルフレーズ3100』新星出版社(2016)
- 『子どもがやる気になる!「親のひとこと」言い換え辞典』三笠書房 (2022)
- 『65歳からは「後回ししない人」になる』宝島社(2025)

## 論文
- 「日本語の軽動詞に関する考察：意味と形」 立命館言語文化研究, 第１２巻４号, 69-87頁, 立命館大学国際文化研究所.(2001)
- 「 多元的自己組織化モデルから見たコミュニティ形成～シカゴ市のアフリカ系アメリカ人コミュニティの例から～」 立命館言語文化研究, 15巻１号, 177-191,　立命館大学国際文化研究所.(2003)
- 「商標の言語学的分析モデルの一例：言語学的分析から何が見えるか？ 」 立命館法学, 2004年第1号, 91-126頁.(2004)
- 「法言語学と科学性：科学としての言語分析の検証」 立命館法学３００号記念号, 439-452頁, 立命館法学会.(2005)
- Functions of Language in Trademarks. Ritsumekan Law Review, 23, 1-19.(2006)
- 「言語学理論と英語教育の架け橋としての法言語学」 立命館言語文化研究, 17巻2号, 109-126頁, 立命館大学国際文化研究所.(2006)
- A Linguistic Exploration of Trademark Dilution. Proceedings of The 2nd European IAFL Conference on ForensicLinguistics / Language and the Law, 179-186, Barcelona: Institut Universitari De Linguistica Aplicada, Universitat Pompeu Fabra.(2007)
- The Psycholinguistic Foundation of Trademarks: An Experimental Study. Proceedings of The 2nd European IAFL Conference on ForensicLinguistics / Language and the Law, 173-178, Barcelona: Institut Universitari De Linguistica Aplicada, Universitat Pompeu Fabra. (共著)(2007)
- 「判決のゆくえを左右する言語分析」 言語, 2007年10月号, 56-59頁　大修館書店(2007)
- 「模擬評議の分析その1／コミュニケーション・ネットワークの観点から」 季刊刑事弁護, 52号, 53-57頁. (共著：　藤田政博・堀田秀吾)(2007)
- 「模擬評議の分析その2／計量言語学の観点から」 季刊刑事弁護, 52号, 58-61頁. (共著)(2007)
- 「模擬評議の言語学的分析：発話の力から見た模擬評議」 日本語用論学会第10回発表論集, 161-168頁. (共著)(2008)
- 「『私の視点、私の感覚、私の言葉』：評議コーパスの分析による裁判官と裁判員の使用語彙の分析」 法と心理, 第8号, 128-140頁 日本評論社.　(2009)
- 「実用の学としての法言語学」言語 2009年9月号, 8-15頁 大修館書店.(2009)
- 「商標の類似性判定」言語, 2009年9月号, 28-29頁 大修館書店.(2009)

- 「日英語の同族目的語構文の機能構文論的比較」 明治大学教養論集, 439号, 73-95頁.(2009)
- 「評議における裁判官による言語行為」 日本語用論学会第11回発表論文集, 127-134頁. (共著)(2009)
- 「評議コーパスから見た裁判員と裁判官の差異」 明治大学教養論文集, 449号, 49-62頁. (共著)(2009)
- 「レジスターから見た裁判官と裁判員の思考体系の差異」 法社会学, 72号 79-91頁.(2010)
- 「研究ノート：言語現象と法現象-「法のクレオール」の議論に寄せて-」 明治大学教養論文集, 454号 143-162頁(2010)
- 「模擬裁判員裁判の評議における発話量の統計的分析」堀田秀吾（編）『裁判員裁判における言語使用に関する統計を用いた研究』 統計数理研究所共同研究リポート, 237, 1-18頁.（共著）(2010)
- 「法言語学」　日本語学増刊号　『日本語学の新展開』 162-170頁(2011）
- 「テキストマイニングによる判決文の分析」 明治大学法学部創立１３０周年記念論文集 472-450頁(2011)
- The Psycholinguistic Basis of Distinctions in Trademark Law. In Peter Tiersma and Larry Solan, eds., The Oxford Handbook of Language and Law, Oxford, Oxford University Press. (共著)(2012)
- 「裁判員制度をめぐる報道の動向の推移〜日経新聞記事のテキストマイニングを利用した分析を例として〜」法と言語 Vol. 2, pp. 49-68.（共著）(2015)

## メディア出演

### テレビ・ラジオ出演

#### 2007年
- 『京プラス 』京都テレビ(KBS京都)(2007年11月29日)

#### 2008年
- 『おはよう関西』NHK(2008年1月9日)
- 『クローズアップ現代』NHK(2008年6月2日)

#### 2012年
- 『ニュース９３０』テレビ埼玉（木嶋佳苗事件へのコメント）(2012年1月5日)
- 『ウイークエンド９３０』テレビ埼玉（木嶋佳苗事件へのコメント、生出演）(2012年4月13日)

#### 2016年
- 『ザ・まなドル裁判！！』Wallop放送局(2016年9月-2018年3月)

#### 2017年
- 『世界一受けたい授業』日本テレビ(2017年7月29日)
- 『Rの法則』NHK　eテレビ(2017年8月31日)

#### 2018年
- 『よーいどん！サタデー』関西テレビ(2018年3月10日)
- 『ワイド!スクランブル』テレビ朝日（月曜コメンテーター、レギュラー出演）(2018年10月1日-2019年3月)
- 『首都圏情報 ネタドリ!』NHK　(2018年12月7日)
- 『ニュース シブ5時』NHK　(2018年12月17日)

#### 2019年
- 『5時に夢中!』東京MX(2019年9月25日)

#### 2023年
- 『報道ライブ インサイドOUT』BS11(2023年2月24日)
- 『背筋も凍るほわ〜い話』TBS(2023年3月14日)
- 『チコちゃんに叱られる』NHK(2023年9月15日)
- 『カワシマの穴』日本テレビ(2023年9月27日)

#### 2024年
- 『チコちゃんに叱られる』NHK(2024年1月26日)
- 『情報7daysニュースキャスター』TBS(2024年5月24日)
- 『Nスタ』TBS(2024年6月4日)
- 『チコちゃんに叱られる』NHK(2024年6月7日)
- 『5時に夢中!』TOKYO MX(2024年10月17日)

#### 2025年
- 『佐藤二朗とオヤジの時間』NHKラジオ(2025年1月3日)

- 『チャンハウス』フジテレビ(2025年1月4日)　※人に話したくなる雑学コーナー内解説

- 『ひるおび』TBS(2025年1月7日)
- 『Abema news』Abema(2025年2月28日)
- 『チャンハウス』フジテレビ(2025年3月29日)
- 『ラジオ深夜便』NHK(2025年4月17日〜)　※隔月木曜日レギュラー
- 『STEP ONE』J-WAVE(2025年4月23日)　※コーナー内ゲスト出演